# Ramiro Better
Ramiro de Jesús Better Castro (Barranquilla, 17 de febrero de 1963-Bogotá, 2 de enero del 2000) fue un cantante colombiano de vallenato, conocido por su participación como vocalista principal de la agrupación Las Estrellas Vallenatas, junto al compositor y acordeonero Sergio Amaris. Su interpretación en canciones icónicas como Obsesión marcó un hito en el vallenato contemporáneo, consolidándolo como uno de los exponentes más reconocidos del género durante la década de 1990. 

## Primeros años
Ramiro Better nació en la ciudad de Barranquilla, donde transcurrieron sus primeros años. Creció en el barrio Olaya, donde cursó sus estudios básicos y comenzó a mostrar su talento vocal. Desde niño, fue reconocido por su habilidad para el canto, lo que lo llevó a ser seleccionado como vocalista del coro escolar.  
A principios de la década de 1970, su familia se trasladó a la ciudad de Facatativá, cerca de Bogotá. Allí continuó sus estudios secundarios y ganó notoriedad por su participación en festivales y concursos de canto locales. En este periodo, conoció a Yaneth Collazos, con quien contrajo matrimonio y tuvo cuatro hijos.

## Trayectoria artística
El reconocimiento de Ramiro Better en el ámbito musical comenzó a consolidarse durante los años 1990, cuando su estilo interpretativo capturó la atención de exponentes del vallenato. Fue en esta época cuando Sergio Amaris, líder de la agrupación Las Estrellas Vallenatas, lo descubrió en Bogotá. Amaris, quien enfrentaba la reciente salida de su vocalista Miguel Patiño, quedó impresionado por la voz de Better y lo integró como nuevo cantante principal de la agrupación.  
La colaboración entre Better y Amaris dio lugar a una serie de éxitos discográficos que ampliaron la proyección internacional de la agrupación. En 1990, lanzaron el álbum Un Nuevo Estilo, que incluyó la canción Obsesión. Este tema, interpretado por Better, se convirtió en un emblema del vallenato y llevó a Las Estrellas Vallenatas a escenarios internacionales en países como España, Estados Unidos y Brasil.  
En 1992, la agrupación publicó el álbum Sorprendentes, que presentó éxitos como ¿Por qué me niegas tu amor?, Mi tesorito, Cumbia de las estrellas y Pasajeros del amor. Un año después, en 1993, lanzaron Pídeme la luna, álbum que incluyó temas destacados como Pídeme la luna, Mi amigo el amor e Inspiración divina. Estas producciones consolidaron a la agrupación como una de las principales exponentes del vallenato en la década de 1990.  

## Discografía
| Año  | Album           | Grupo                    |
| ---- | --------------- | ------------------------ |
| 1990 | Un Nuevo Estilo | Las Estrellas Vallenatas |
| 1992 | Sorprendentes   | Las Estrellas Vallenatas |
| 1993 | Pídeme la luna  | Las Estrellas Vallenatas |

## Muerte
El 2 de enero de 2000, tras finalizar una presentación en Bogotá, fue abordado por unos sujetos que intentaron robarle. Al resistirse, fue herido de gravedad con un arma blanca, lo que le provocó una lesión que alcanzó uno de sus pulmones. Malherido y tendido en el suelo, pidió auxilio. Algunos músicos de género mexicano que estaban en las inmediaciones lo trasladaron de inmediato a un centro médico, donde lamentablemente falleció debido a la gravedad de sus heridas.
Poco tiempo después, sus restos fueron sepultados en el municipio de Facatativá, lugar que consideraba su hogar y donde residía su familia.

## Legado
A pesar de su trágica muerte, Ramiro Better es recordado como una figura influyente del vallenato moderno. Su colaboración con Sergio Amaris y Las Estrellas Vallenatas marcó una etapa de expansión del género, llevándolo a nuevos públicos dentro y fuera de Colombia.  